# W82
A W82 foi uma arma nuclear tática de baixo rendimento, desenvolvida pelos E.U.A no Laboratório Nacional de Lawrence Livermore e desenhada para ser usada num projétil de artilharia nuclear de 155 mm de diâmetro (chamado as vezes de projétil XM785).  Um desenho anterior destinado a substituir a W48, a W74 foi cancelada devido ao custo.
Originalmente desenhada como uma arma de duplo propósito, com componentes intercambiáveis para permitir aos projéteis para terem a função de trocarem da detonação padrão de pura fissão, para uma bomba de radiação avançada (popularmente conhecida como bomba de nêutrons).  O desenvolvimento começou em 1977.  O protótipo teve um rendimento de 2 quilotons num projétil de 34 polegadas de comprimento e pesando 95 libras., que incluía o porção de foguete que lançava a ogiva. O custo por unidade era estimado em 4 milhões de dólares

## W82-0
Ainda que armas de radiação avançada foram consideradas as mais eficientes para sabotar uma invasão devido a alta e persistente radiação que elas produzem, desenhos mais complexos levaram ao cancelamento do programa de propósito dual que poderia ser usada como bomba de nêutrons W82-0 em 1982. O desenvolvimento da arma ´´padrão``, W82-1, foi recomeçado em 1986. O programa foi finalmente cancelado em 1991 devido ao fim da Guerra Fria.